# Le Pavillon-Sainte-Julie
Le Pavillon-Sainte-Julie ist eine französische Gemeinde mit 278 Einwohnern (Stand 1. Januar 2022) im Département Aube in der Region Grand Est (vor 2016 Champagne-Ardenne). Die Gemeinde gehört zum Arrondissement Troyes und seit 2015 zum Kanton Saint-Lyé (zuvor Kanton Troyes-4).

## Geographie
Le Pavillon-Sainte-Julie liegt etwa 17 Kilometer nordwestlich von Troyes. Umgeben wird Le Pavillon-Sainte-Julie von den Nachbargemeinden Fontaine-les-Grès im Norden, Savières im Norden und Nordosten, Payns im Osten, Saint-Lyé im Süden und Südosten, Macey im Süden, Dierrey-Saint-Pierre im Südwesten, Villeloup im Westen sowie Échemines im Nordwesten.

## Bevölkerungsentwicklung
| 1962                      | 1968 | 1975 | 1982 | 1990 | 1999 | 2006 | 2013 |
| ------------------------- | ---- | ---- | ---- | ---- | ---- | ---- | ---- |
| 152                       | 148  | 136  | 181  | 221  | 219  | 311  | 313  |
| Quelle: Cassini und INSEE |      |      |      |      |      |      |      |

## Sehenswürdigkeiten
- Kirche La Nativité-de-la-Vierge aus dem 12. Jahrhundert

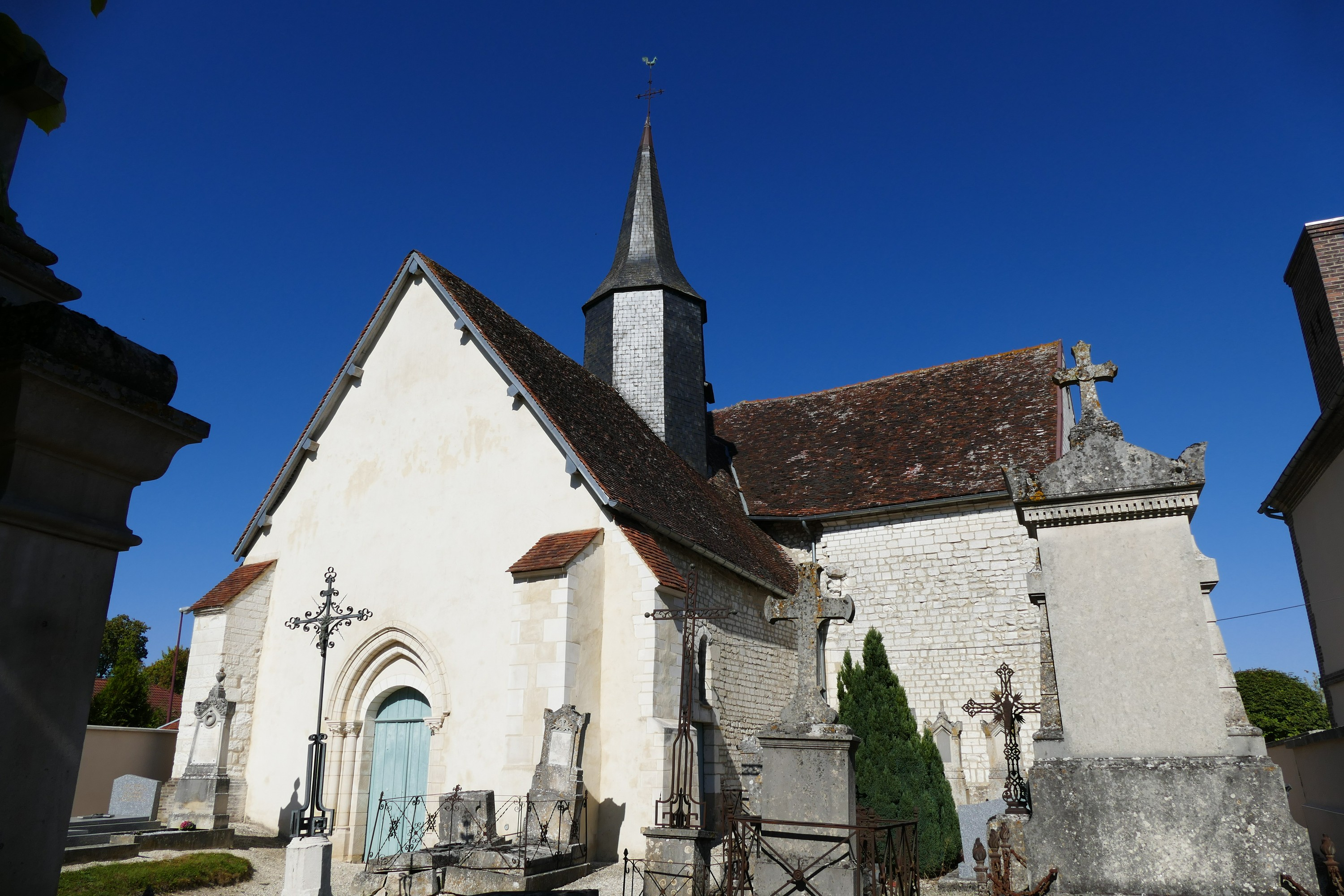
Kirche La Nativité-de-la-Vierge